# Латин Венков
Латин Венков е български футболист, защитник. Роден на 15 ноември, 1984 г. в Габрово. Започва с футбола в местния Янтра. Носи екипа на Спартак (Варна). Освен за „соколите“ е играл още за Янтра (Габрово), Калиакра (Каварна), Несебър и Миньор (Раднево).

## Статистика по сезони
| Сезон    | Отбор        | Първенство | Мачове | Голове |
| -------- | ------------ | ---------- | ------ | ------ |
| 2005/06  | Калиакра     | Б група    | 19     | 1      |
| 2006/07  | Калиакра     | Б група    | 17     | 3      |
| 2007/08  | Несебър      | Б група    | 20     | 3      |
| 2008/ес. | Несебър      | Б група    | 11     | 1      |
| 2009/пр. | Миньор (Рд)  | Б група    | 13     | 0      |
| 2009/10  | Спартак (Вн) | Б група    | 13     | 2      |
| 2010/11  | Спартак (Вн) | В група    | 17     | 0      |
| 2011/12  | Спартак (Вн) | Б група    | 0      | 0      |